# متحف صالح الظفر الكشفي
متحف صالح الظفر هو متحف خاص يقع في محافظة الأحساء التابعة لمنطقة الشرقية في المملكة العربية السعودية، وهو أول متحف متخصص في مجال الكشافة على مستوى السعودية.

## الموقع
يقع المتحف في حي البندرية في الهفوف.

## التاريخ
يرجع أغلب في القطع الكشفية إلى أكثر من 60 عامًا، التي تم جمعها والإشراف عليها من قبل رواد كشافة الأحساء. يملك المتحف صالح بن عبد اللطيف الظفر.

## المحتويات
يضم المتحف على أكثر من 20 ألف قطعة كشفية، ويحتوي المتحف على العديد من الأركان التي قسمت إلي ما يمثل الحياة الكشفية، وأبرز نشاطاتها، ورحلاتها، ومعسكراتها، وأبرز قياداتها والمؤسسين والرواد من قدامى الكشافين في السعودية، ويحتوي على ركن خاص بالأعمال الريادية وفنون الحبال الكشفية.

## الافتتاح
افتتح المتحف يوم الجمعة 14 ديسمبر 2019 بحضور نائب رئيس جمعية الكشافة العربية السعودية ونائب رئيس رابطة رواد كشافة السعودية عبد الله بن سليمان الفهد، ومفوض رواد كشافة السعودية زيد بن سيف البتال، وأمين عام رواد الكشافة والمرشدات بالمنظمة العربية حسين بن سهل عيبان، وفي خلال الأقتتاح تم تكريم رموز الكشافة في الأحساء وهما الراحل خليفة بن عيد الجوهر، ومؤبد بن عبدالرزاق العبيدي. أفتتح المتحف بالتزامن مع إقامة حفل الوفاء لرواد كشافة الأحساء 2019.

## الزوار
يرحب المتحف بجميع الزوار سواء من الجهات الحكومية، والأهلية، والقطاعات الكشفية، ورواد الكشافة في السعودية والخليج.

## حفل الوفاء لرواد كشافة الأحساء 2019
أقيم الحفل بالتزامن مع أفتتاح متحف صالح الظفر الكشفي، وكرم في الحفل مؤيد بن عبدالرزاق العبيدي لنشاطه الكشفي لمدة 50 عام.